# 169. vestlige længdekreds
Den 169. vestlige længdekreds (eller 169 grader vestlig længde) er en længdekreds, der ligger 169 grader vest for nulmeridianen. Den løber gennem Ishavet, Stillehavet, det Sydlige Ishav og Antarktis.